# Кетрин Хан
Кетрин Хан (енгл. Kathryn Hahn; 23. јул 1973) је америчка глумица позната по улози Лили Лебовски у телевизијској серији Џордан. Такође је тумачила споредне улоге у неколико популарних комедија, међу којима су Спикер, Како изгубити дечка за десет дана, Луда браћа и Ми смо Милерови.

## Филмографија
| Филмови             |                                     |               |                                      |                             |
| Година              | Српски назив                        | Изворни назив | Улога                                | Напомене                    |
| 2003.               | Револуционарни пут                  |               | Мили Кембел                          |                             |
| 2004.               | Спикер                              |               | Хелен                                |                             |
| 2013.               | Ми смо Милерови                     |               | Идит Фицџералд                       |                             |
| 2015.               | Посета                              |               | Лорета Џејмисон                      |                             |
| 2018.               | Хотел Трансилванија 3: Одмор почиње |               | Ерика ван Хелсинг                    | глас                        |
| 2018.               | Спајдермен: Нови свет               |               | Оливија Октавијус / Докторка Октопус | глас                        |
| 2022.               | Хотел Трансилванија: Трансформанија |               | Ерика ван Хелсинг                    | глас                        |
| 2022.               | Нож у леђа: Стаклени лук            |               | Клер Дебела                          |                             |
| Телевизијске серије |                                     |               |                                      |                             |
| 2012—2015.          | Паркови и рекреација                |               | Џенифер Баркли                       | 11 епизода                  |
| 2014.               | Амерички тата                       |               | Лули (глас)                          | епизода Honey, I'm Homeland |
| 2021.               | ВандаВизија                         |               | Агата Харкнес / „Агнес”              |                             |